# Karl-Marx-Allee

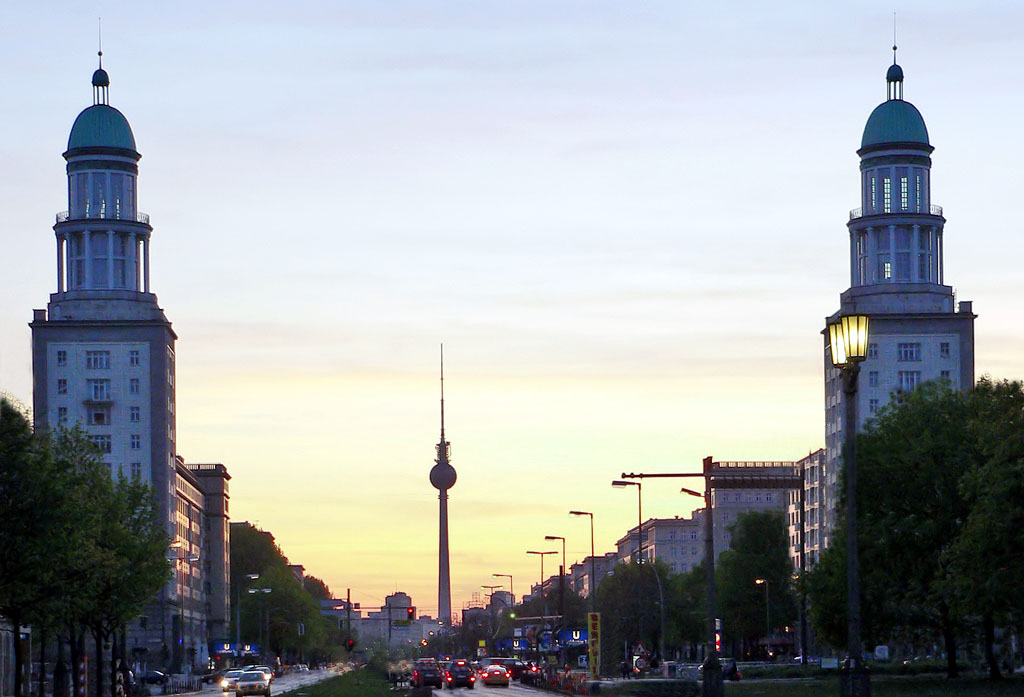
Vista di Karl-Marx-Allee da Frankfurter Tor.

Karl-Marx-Allee, dedicata al filosofo ed economista tedesco Karl Marx, è una strada di Berlino che corre nei quartieri di Mitte e di Friedrichshain. La strada è caratterizzata da edifici eretti durante gli anni cinquanta del XX secolo, per la maggior parte ascrivibili alla corrente cosiddetta del classicismo socialista. La strada era denominata inizialmente a ovest di Frankfurter Tor Große Frankfurter Straße e venne, in occasione del 70º compleanno di Stalin, unita alla continuazione Frankfurter Allee e ridenominata Stalinallee il 21 dicembre 1949.
L'attuale dedicazione a Karl Marx risale al 13 novembre 1961. Contemporaneamente venne ricostituita anche la precedente Frankfurter Allee, sebbene non a partire da Frankfurter Tor, bensì più a est, dall'omonima piazza. Gli edifici, che a partire da Strausberger Platz si susseguono oltre Frankfurter Tor ed oltre, furono concepiti come "Palazzi dei lavoratori" (Arbeiterpaläste) e destinati a rappresentare la capacità e la tecnica costruttiva della Repubblica Democratica Tedesca contemporanea.
Inizia ad Alexanderplatz, dirigendosi verso est, con una sede stradale a sei corsie affiancate da due ampie strisce di verde che separano il traffico dai grandi edifici residenziali. Al di sotto di essa corre la linea U5 della U-Bahn. È parte delle strade federali B 1 e B 5.
Il primo lotto della Karl-Marx-Allee (parte est) rappresentò, negli anni cinquanta, l'opera architettonica più ambiziosa della neonata Repubblica Democratica Tedesca, realizzato secondo i dettami del classicismo socialista, detto talvolta stile "torta nuziale" (Zuckerbäckerstil). Il secondo lotto che costituisce la parte occidentale della strada, venne costruito dal 1959 al 1965 utilizzando uno stile più moderno, e diede l'inizio all'uso su vasta scala delle costruzioni con blocchi prefabbricati (Plattenbau).

## Ubicazione
Karl-Marx-Allee parte da Alexanderplatz e giunge a Frankfurter Tor superando Strausberger Platz, oltre alla quale prosegue con la denominazione di Frankfurter Allee. Costituisce parte del tracciato delle strade statali Bundesstraße 1 (Magdeburgo-Küstrin-Kietz) e Bundesstraße 5 (Francoforte sull'Oder-Amburgo). Sotto Karl-Marx-Allee sono situate le prime quattro fermate della linea U5 della Metropolitana cittadina.

## Storia

### Prima fase: gli edifici a ballatoio

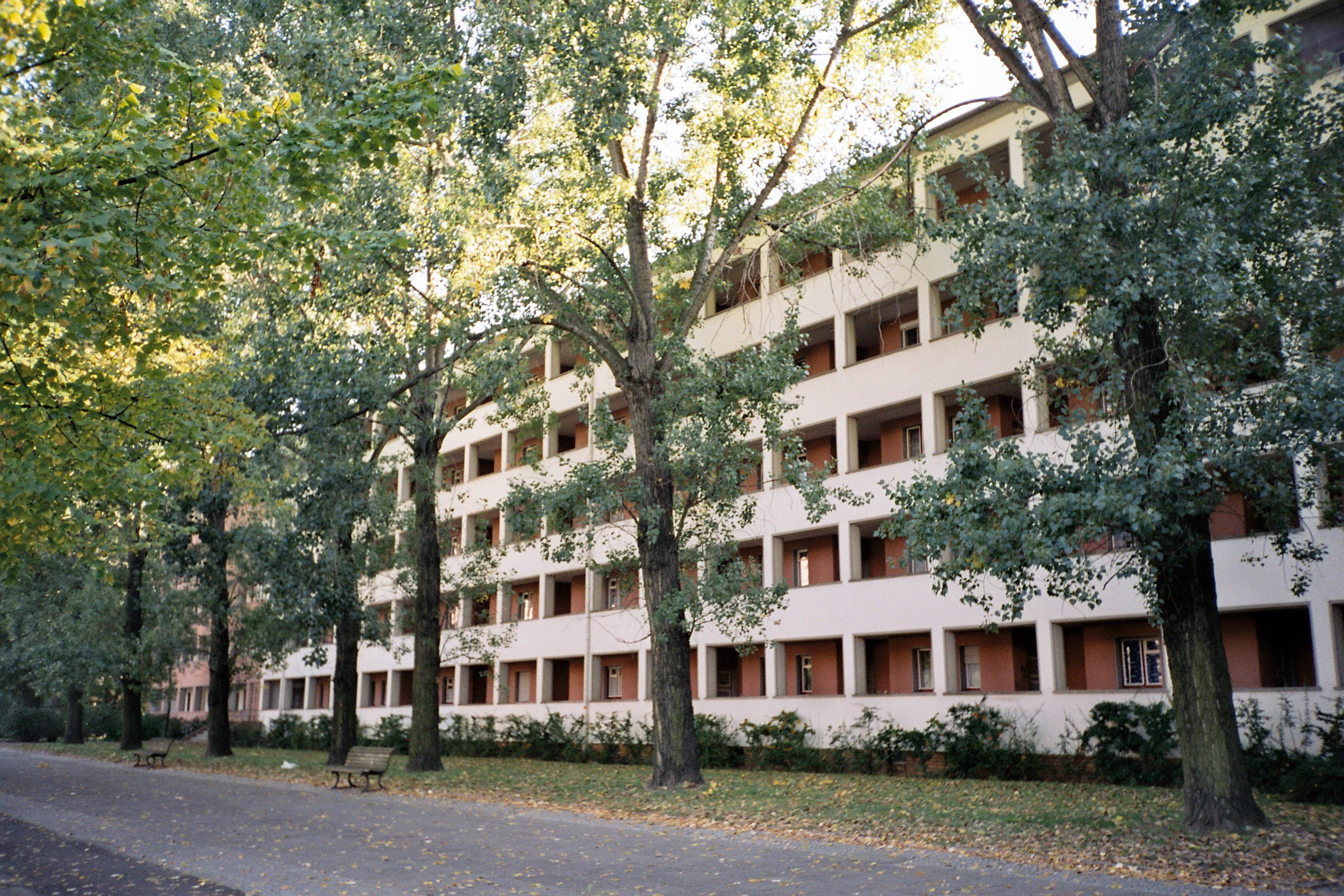
Edifici a ballatoio (Laubenganghäuser), progettati da Ludmilla Herzenstein.

Dopo la seconda guerra mondiale, l'architetto Hans Scharoun sviluppò un piano urbanistico - il cosiddetto „Kollektivplan“ - per la ricostruzione dell'intera città di Berlino, che prevedeva una rigorosa suddivisione e decentralizzazione del tessuto urbano: singole unità abitative avrebbero dovuto sorgere circondate da ampi spazi verdi. Il primo distretto da cui si iniziò ad operare la ricostruzione secondo questo piano fu Friedrichshain, nel settore sovietico. Nel 1949 si procedette quindi proprio alla costruzione degli attuali numeri 102–104 e 126–128 di Karl-Marx-Allee e alla realizzazione delle prime due Laubenganghäuser (case porticate) riconducibili ai dettami di Scharoun. Successivamente il Kollektivplan iniziò ad essere visto ed etichettato come formalistico, elitario e occidentalmente decadente: le due Laubenganghäuser rimasero di conseguenza oggetti isolati in un contesto architettonico che si sarebbe sviluppato secondo altri canoni.
Il riferimento per la nuova architettura della Repubblica Democratica Tedesca e per la nascente Stalinallee sarebbe dunque - a partire dalla fine del 1949 - divenuta l'architettura monumentale sovietica.
Poiché, inoltre, le due case porticate erano state erette in posizione arretrata rispetto al filo delle nuove facciate in costruzione, si cercò al contempo di salvare l'allineamento e mascherare la loro marcata differenza stilistica e concettuale piantando numerosi pioppi.

### Seconda fase: classicismo socialista e tradizione costruttiva nazionale

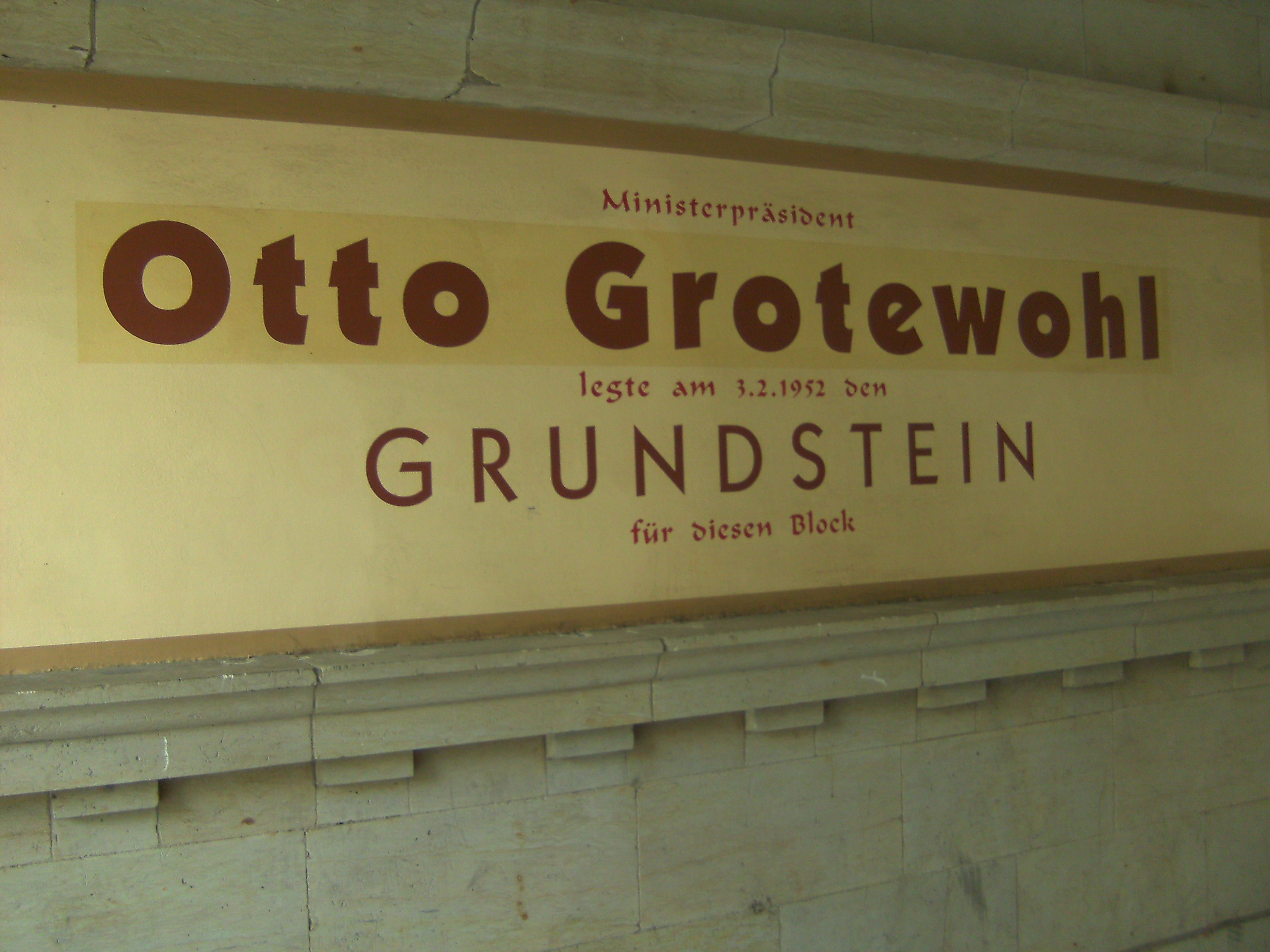
Targa commemorativa della fondazione di un edificio: "Il presidente dei ministri, Otto Grotewohl, pose il 3 febbraio 1952 la prima pietra di questo edificio".

Al fine di meglio prepararsi alla progettazione dei nuovi edifici, una delegazione tedesco-orientale visitò le principali città dell'Unione Sovietica al fine di studiarne le strutture urbane. Vennero visitate Mosca, Kiev, Stalingrado e Leningrado. 
Egon Hartmann ottenne nel 1951 il primo premio al concorso di progettazione indetto per la nuova via. Al vincitore vennero comunque affiancati nella nuova stesura del piano altri quattro architetti menzionati durante il concorso (Richard Paulick, Hanns Hopp, Karl Souradny e Kurt Leucht) e gli architetti sovietici Alexander V. Vlassov e Sergej I. Cherniscev, vicepresidente dell'Accademia di Architettura. Gli edifici progettati da questo pool riprendono molti elementi dell'Università Lomonosov di Mosca e del Palazzo della Cultura e della Scienza di Varsavia. Già dal 1952 era presente inoltre, nei pressi della Karl-Marx-Allee, la cosiddetta Hochhaus an der Weberwiese ("casa alta sulla Weberwiese"), disegnata da Hermann Henselmann, che fu cruciale nel determinare la cifra architettonica della strada.
La strada, monumentale anche per la propria ampiezza, non fu prevista tale solo per esigenze di traffico, ma anche per dare legittimità di capitale alla nuova Berlino, dotandola inoltre di un viale adatto ad ospitare marce e parate. Venne dunque ospitata con cadenza annuale la manifestazione della Nationale Volksarmee in occasione del 7 ottobre, anniversario della fondazione della Repubblica Democratica Tedesca. L'ultima parata di questo genere fu organizzata nel 1989, nel tratto compreso tra Alexanderplatz e Strausberger Platz.
Il chilometrico viale di rappresentanza si sviluppa in rettilineo, affiancato da blocchi edilizi di grandi dimensioni, alti fino a tredici piani. Le facciate - ad esclusione delle due già citate Laubenganghäuser - intendono rifarsi al patrimonio storico cittadino, attingendo ad elementi del Neoclassicismo berlinese in auge all'incirca 120 anni prima: si incontrano dunque numerose "citazioni", costituite da colonne doriche o ioniche, frontoni con architravi e fregi, ecc.
Tutto ciò si poneva in stridente contrasto con un altro progetto dalle enormi dimensioni, che in contemporanea veniva condotto nella porzione occidentale della città: la ricostruzione del quartiere Hansa. All'interno della cornice di una esposizione internazionale, architetti di fama presentavano edifici singoli dall'aspetto moderno, molto più in linea con il concetto proposto in origine da Scharoun. Non si trattava solamente di visioni divergenti tra gruppi di architetti o pianificatori, bensì di diverse impostazioni culturali volute dai due sistemi di governo. L'allora Stalinallee e l'Hansaviertel vennero costruiti durante gli stessi anni, ed entrambi venivano considerati fiori all'occhiello dai sistemi che li avevano partoriti.
Karl-Marx-Allee è delimitata, a ovest di Strausberger Platz, dagli edifici a tredici piani progettati da Henselmann: per la particolare forma e collocazione, questi costituiscono una porta urbana dall'aspetto riconducibile a realizzazioni dell'Art Déco americana degli anni trenta del XX secolo. A est, poco prima della fine degli edifici di rappresentanza, si trova il secondo punto focale concepito da Henselmann: Frankfurter Tor. Le cupole della coppia di edifici richiama immediatamente alle sommità del Deutscher e del Deutscher Dom di Gendarmenmarkt.
Durante questa fase si verificarono i cosiddetti moti operai del 1953 nella Germania Est, cui diedero inizio proprio gli operai impiegati nella costruzione dell'allora ancora Stalinallee, che chiedevano un miglioramento delle proprie condizioni lavorative sul cantiere.

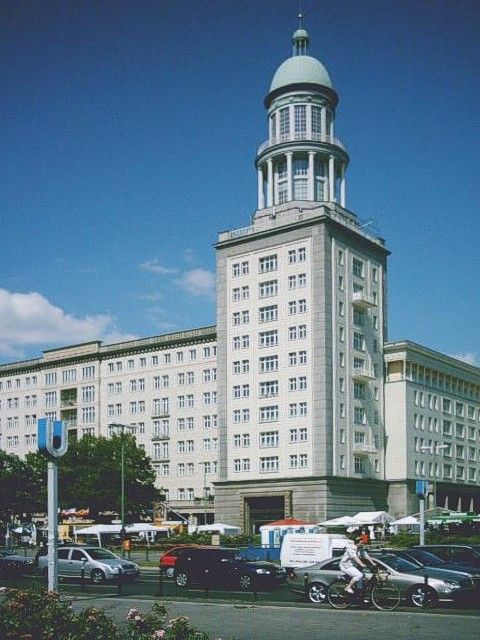
Kuppelturm in Frankfurter Tor.
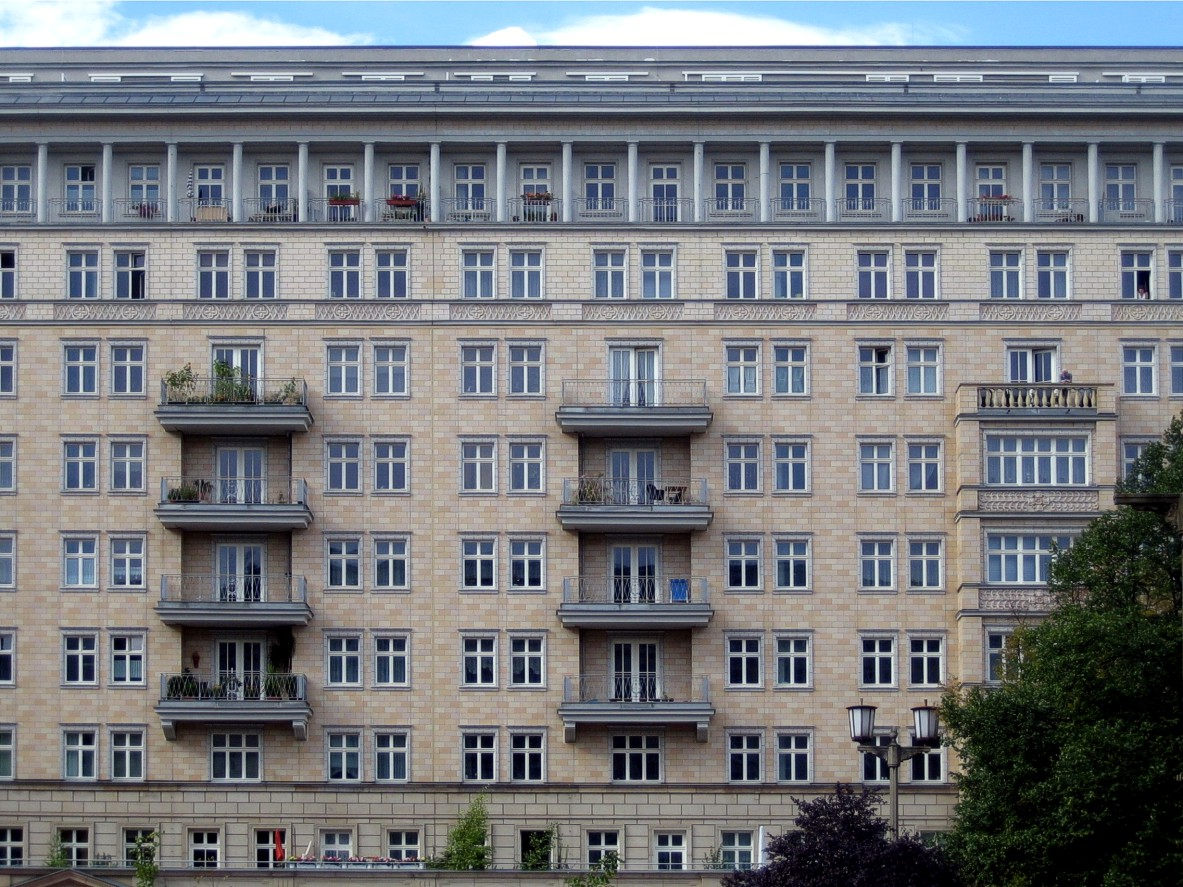
Facciata sulla Karl-Marx-Allee, vista.
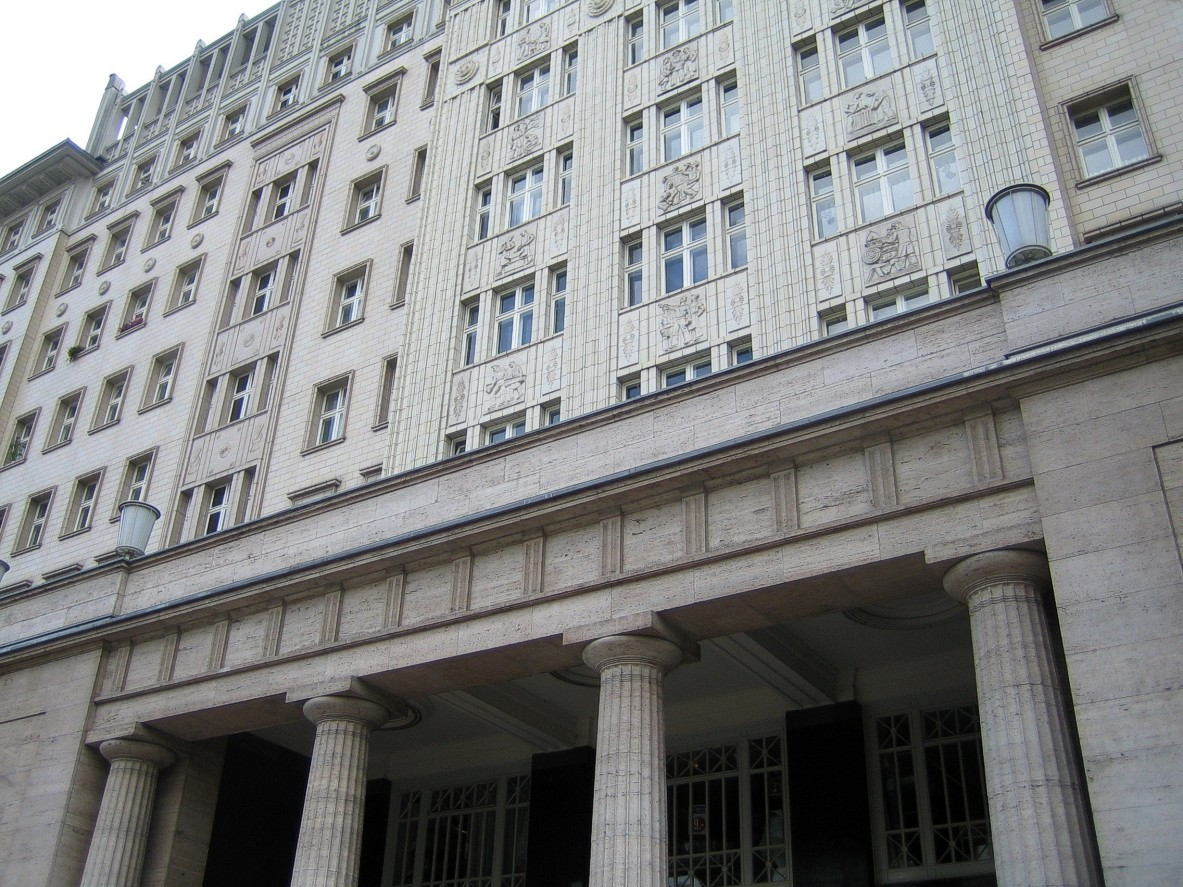
Facciata sulla Karl-Marx-Allee, particolare.
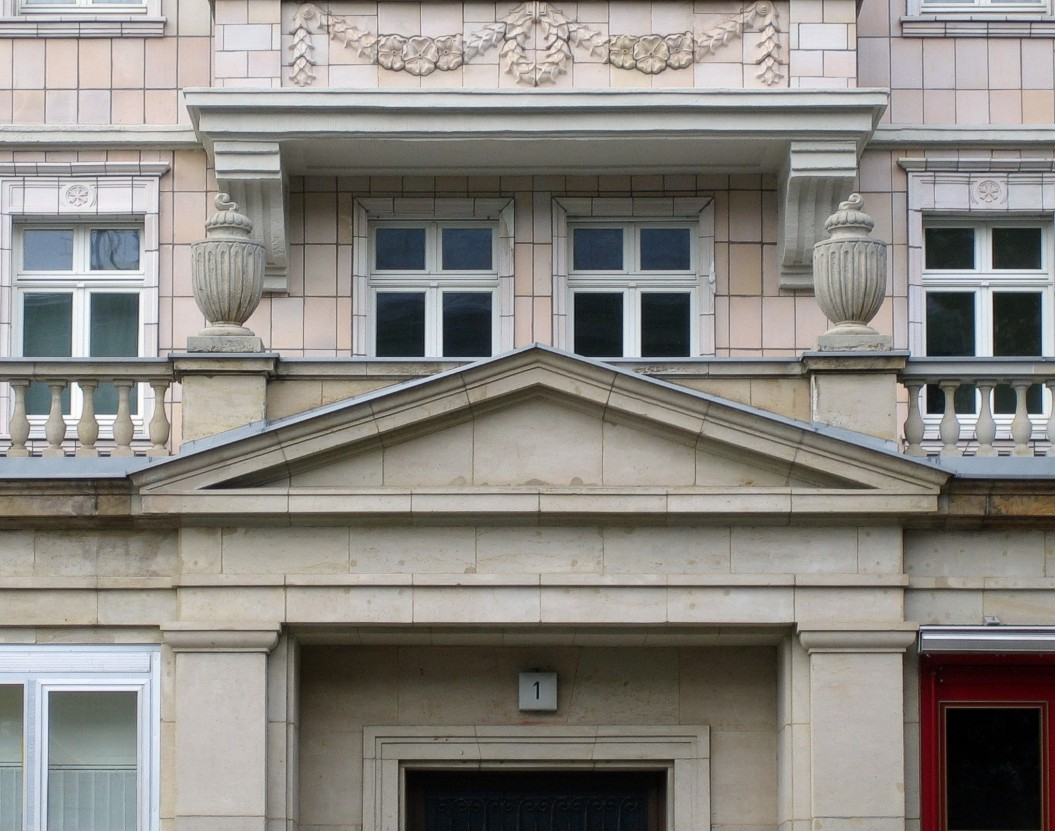
Facciata sulla Karl-Marx-Allee, particolare.
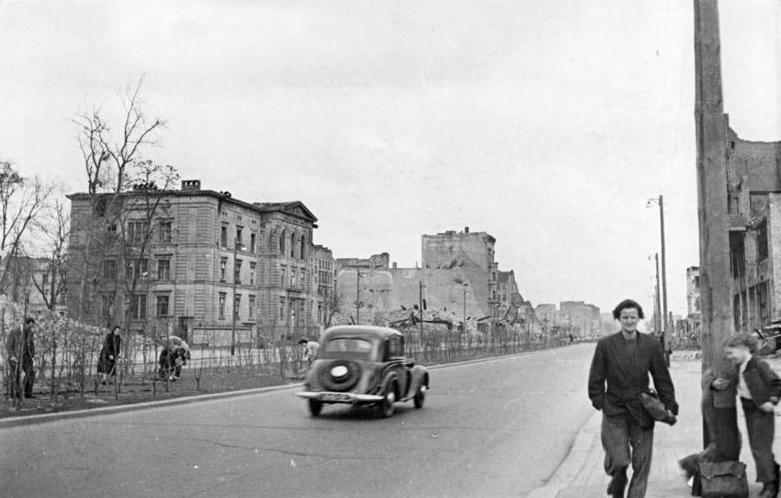
Rovine post-belliche sulla Stalinallee, 1950.
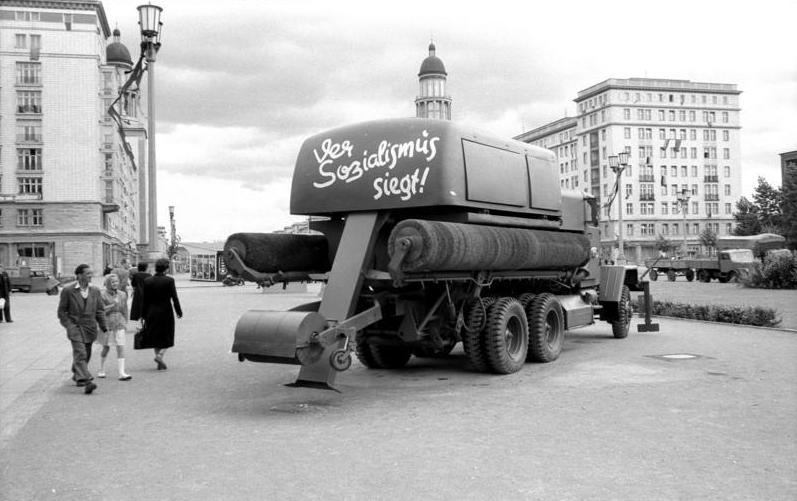
Macchina spazzatrice (IFA G5) sulla Stalinallee, 1959.
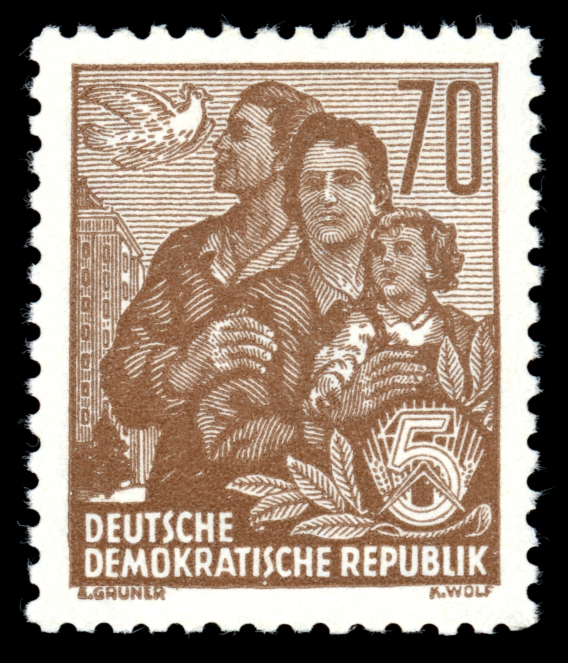
Francobollo della serie Fünfjahresplan (Piano quinquennale): Famiglia con palazzo sullo sfondo, Weberwiese, 1955.
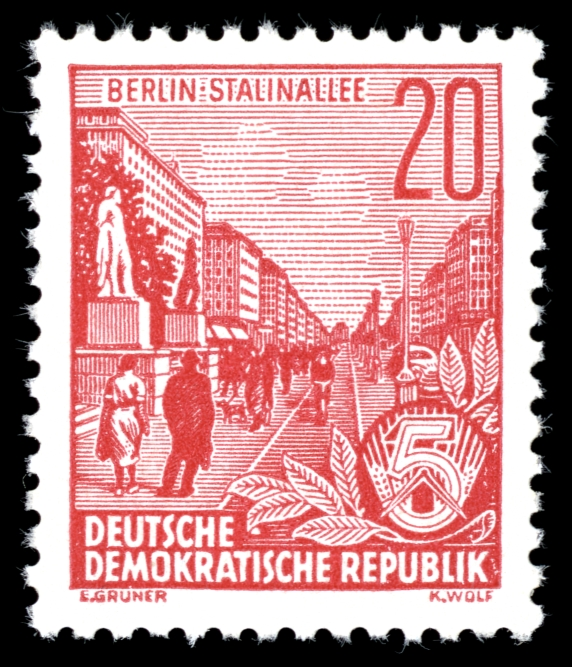
Berlino, Stalinallee, 1955.

#### LaDeutsche Sporthalle

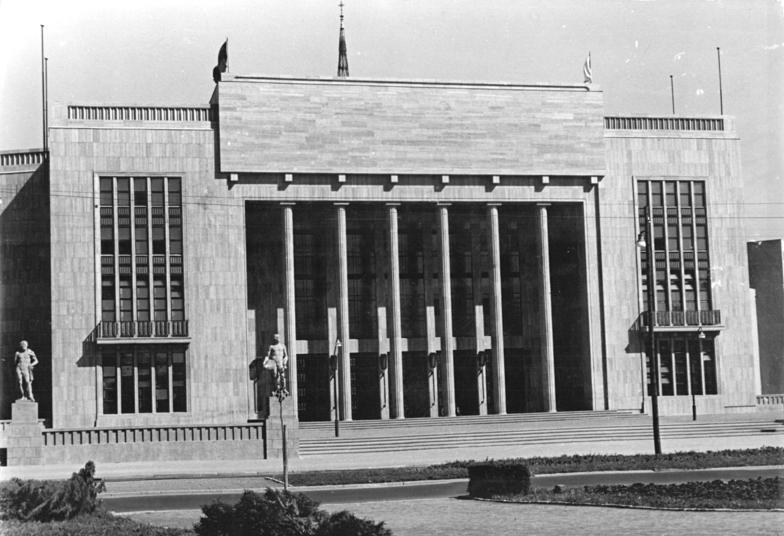
La Deutsche Sporthalle, 1951.

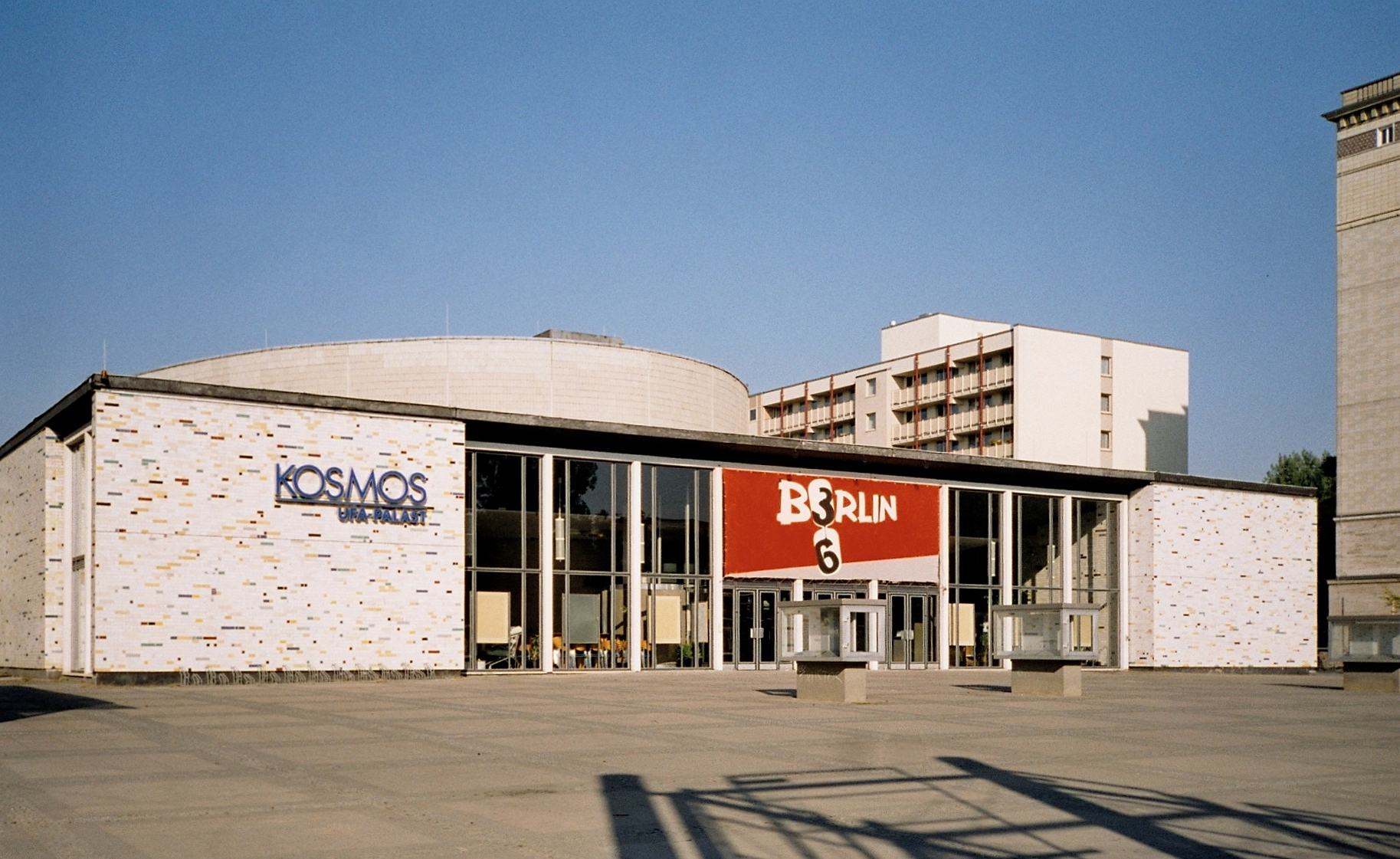
Il cinema Kosmos.

Oltre che dalle due case a portico, l'unicum architettonico della Karl-Marx-Allee viene interrotto da due edifici situati tra gli incroci con Andreasstraße e Koppenstraße. Sul lato nord si trovava la monumentale e neoclassica Deutsche Sporthalle, realizzata nel 1951 in soli 148 giorni in occasione del III Festival mondiale della gioventù e degli studenti: fu essa inoltre il primo edificio ad essere completato durante la seconda fase di costruzione della via.
Le attese travi speciali in acciaio previste in fase di progettazione non vennero infine recapitate dalla Germania Ovest per motivi politici, sicché dovette essere realizzata una copertura provvisoria, i cui visibili pilastri di sostegno risultarono più ingombranti che utili.
Poiché durante il periodo di costruzione della Sporthalle, il Castello di Berlino - già danneggiato dalla guerra - era stato abbattuto, si decise di porre delle copie delle sue sculture più rappresentative davanti all'ingresso della palestra. Nel 1969 la sala venne chiusa a causa di problemi strutturali ed infine demolita due anni più tardi.
Di fronte all'edificio era stata eretta una statua di 4,80 metri di altezza dedicata a Stalin, svelata il 3 agosto del 1951. Nel tardo autunno 1961, durante la destalinizzazione, il monumento venne tuttavia rimosso e fuso.
Un'ulteriore interruzione della continuità architettonica di Karl-Marx-Allee è dato dal Cinema Kosmos, ubicato nei pressi dell'incrocio con Warschauer Straße. Venne costruito secondo i progetti dell'architetto Josef Kaiser tra il 1961 ed il 1962. Con 1001 posti a sedere, fu il cinema più grande e moderno della DDR. Una volta unita quest'ultima alla Germania federale, il complesso fu gestito dal 1996 fino alla fine di luglio 2005 dalla UFA di Monaco di Baviera come cinema multisala per 3400 spettatori. Dal marzo 2006 l'edificio viene utilizzato come complesso polivalente per conferenze, eventi serali, cinema e teatro.

### Terza fase: il "Moderno recuperato“ del 1959–1965
A differenza dei piani originari, la strada non venne realizzata unitariamente fino ad Alexanderplatz. Tra le motivazioni principali vi furono sicuramente l'eccessivo costo riscontrato per la realizzazione - secondo i canoni del classicismo socialista - degli Arbeiterpaläste di rappresentanza, così come un mutamento nei gusti stilistici. Da Strausberger Platz fino ad Alexanderplatz vennero dunque costruiti palazzi di otto-dieci piani, prefabbricati e destinati alla residenza, eretti tra ampi spazi verdi sia verso la strada che tra blocco e blocco.
In questa sezione vennero inoltre realizzati edifici anche all'interno dei lotti e non solo lungo il viale: questi formarono due complessi abitativi atti ad ospitare un totale di 14 500 abitanti. Trovavano inoltre luogo in questa porzione le tribune destinate ai funzionari durante la grande manifestazione del 7 ottobre che si svolse fino al 1989.
Le strutture maggiormente caratterizzanti l'ultimo tratto di Karl-Marx-Allee sono il Café Moskau, la gelateria Mokka-Milch-Eisbar, il cinema Kino International, alle spalle del quale sorge l'Hotel Berolina (costruiti tra il 1961 ed il 1964), divenuto in seguito uno degli Interhotel.
Nel 1965 venne completata la costruzione del secondo tratto di Karl-Marx-Allee, fornendo così un degno viale d'accesso alla nuova Alexanderplatz.

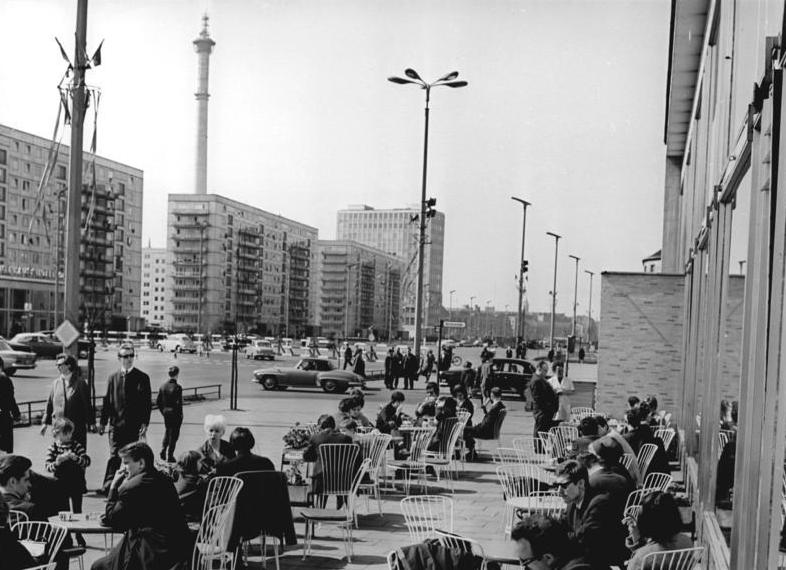
Primavera in Karl-Marx-Allee, 1967. Sullo sfondo è visibile la torre della televisione ancora in costruzione.
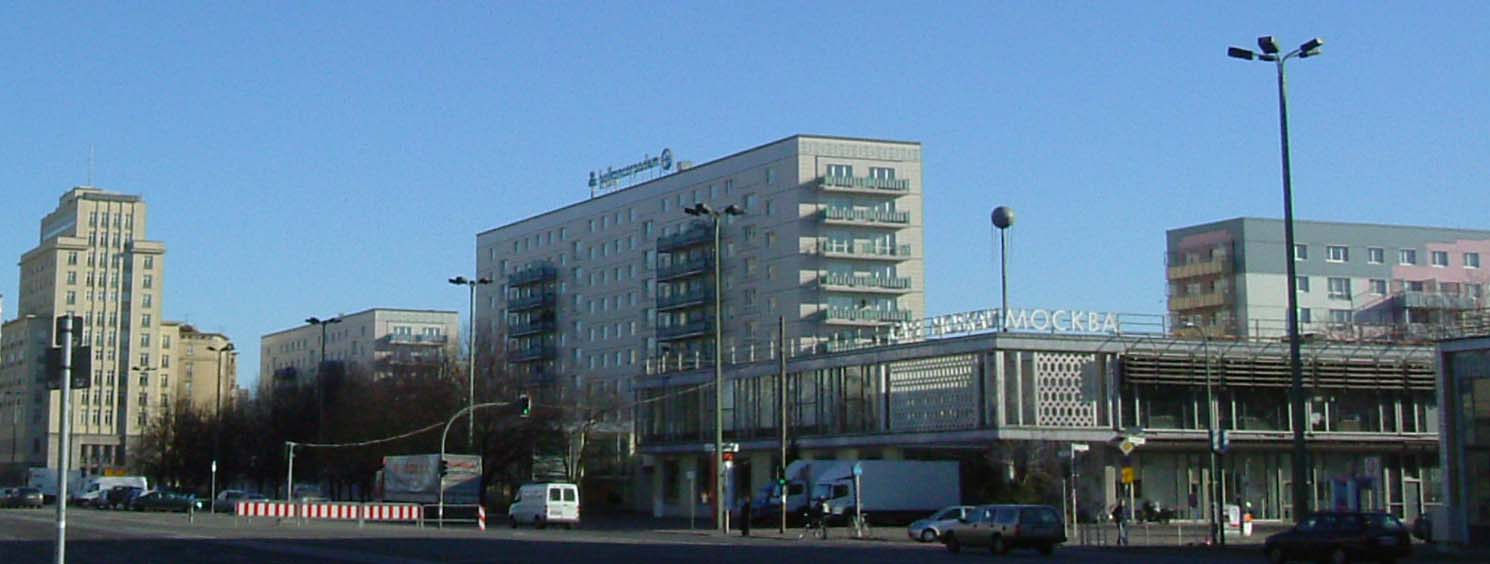
Café Moskau, ristorante d'alto livello con specialità russe.
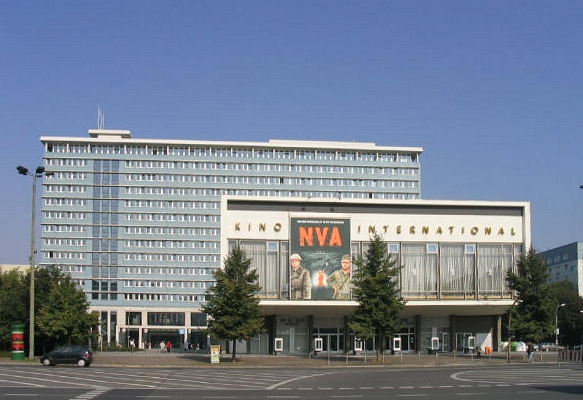
Il Kino International ed il Rathaus Mitte.

## Dopo la riunificazione

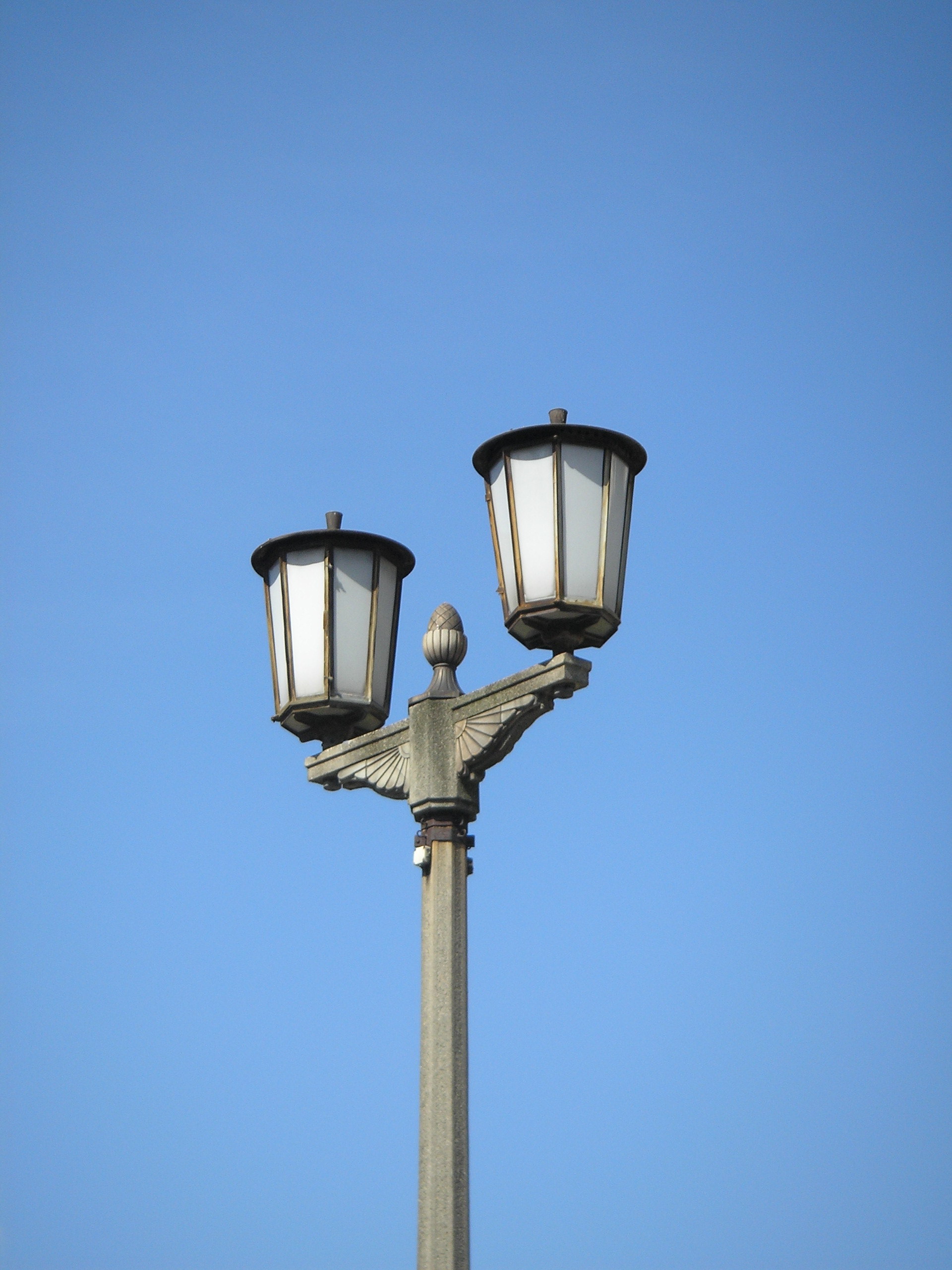
Lampione storico.

Gli edifici residenziali che si trovavano lungo Karl-Marx-Allee vennero venduti dopo la riunificazione tedesca a differenti investitori e da questi ristrutturati: essi godono allo stato attuale di grande popolarità e continuano ad essere apprezzati, soprattutto per quanto concerne la porzione classicista che si sviluppa fino a Frankfurter Tor. L'insieme veniva però danneggiato dal pessimo stato in cui versava l'illuminazione della strada: i 215 lampioni disegnati da Richard Paulick sono ad oggi per la maggior parte danneggiati. Un restauro graduale è stato programmato dalla Soprintendenza locale già dal 2006, sebbene a causa della ripetizione della gara d'appalto il tutto abbia subito ulteriori ritardi. Nel dicembre 2007 si ebbe la prima ricostruzione fedele all'originale di un lampione all'incrocio con Lebuser Straße. Si discute inoltre già dal 1990 al riguardo di un possibile ritorno alla denominazione di "Große Frankfurter Straße".
L'hotel Berolina è stato demolito durante la primavera del 1996 e sostituito da un edificio ospitante dal 2 marzo 1998 gli uffici circoscrizionali di Berlino Mitte. La via inoltre subirà modifiche con la realizzazione dei piani per la trasformazione di Alexanderplatz, vista la stretta connessione con la piazza stessa.

### In lingua italiana
- Christian Borngräber, Un futuro per quale passato? La Stalinallee e l'Hansaviertel, in Casabella, n. 474/475, novembre/dicembre 1981,  pp. 33-42.
- Bruno Flierl, La Stalinallee a Berlino, in Zodiac, n. 5, Milano, Editrice Abitare Segesta, 1º semestre 1991,  pp. 76-115, ISSN 0394-9230 (WC · ACNP).
- Andrea Maglio, Berlino prima del Muro. La ricostruzione negli anni 1945-1961, Hevelius, Benevento 2003, ISBN 88-86977-34-4

### In lingua tedesca
- Vom Strausberger Platz zum Alexanderplatz, in Deutsche Architektur, n. 1/1959, pp. 16–24.
- Berliner Wohnquartiere. Ein Führer durch 70 Siedlungen, Reimer Verlag, Berlino 2003, pp. 166–169 e 182-185.
- Werner Dutschke, Zwischen Strausberger Platz und Alexanderplatz, in Deutsche Architektur, n. 10/1959, pp. 535–543.
- Hermann Henselmann, Vom Strausberger Platz zum Alexanderplatz, in Deutsche Architektur, n. 8/1958, pp. 419–424.
- Hans-Joachim Kadatz, Der 1. Bauabschnitt der Karl-Marx-Allee in Berlin – ein Rückblick, in Architektur der DDR, Berlino, VEB Verlag für Bauwesen, marzo 1989,  pp. 30-33.
- Herbert Nicolaus, Alexander Obeth, Die Stalinallee. Geschichte einer Deutschen Straße. Verlag für Bauwesen, Berlin 1997, ISBN 3-345-00605-7.
- Andreas Schätzke, Zwischen Bauhaus und Stalinallee. Architekturdiskussion im östlichen Deutschland 1945–1955. Vieweg, Braunschweig 1991, ISBN 3-528-08795-1.
- Mathias Wallner, Heike Werner, Architektur und Geschichte in Deutschland. München 2006, ISBN 3-9809471-1-4, pagg. 140–141.
- Birk Engmann, Bauen für die Ewigkeit: Monumentalarchitektur des zwanzigsten Jahrhunderts und Städtebau in Leipzig in den fünfziger Jahren. Sax-Verlag, Beucha 2006, ISBN 3-934544-81-9.
- Tilo Köhler, Unser die Straße – Unser der Sieg. Die Stalinallee. Berlino, 1993.
- Thomas Michael Krüger, Architekturführer Karl-Marx-Allee Berlin. Stadtwandel Verlag, Berlino, 2008, ISBN 978-3-86711-079-2.
- Günter Peters, »Nationale, klassizistische und fortschrittliche« Bautradition. Zur Baugeschichte der Berliner Stalinallee 1949–1955. In Berlinische Monatsschrift, 3/2001, Luisenstädtischer Bildungsverein.
- Peter Brock (Hg.), Berliner Straßen neu entdeckt. 33 Streifzüge durch die Hauptstadt. Jaron Verlag, Berlino, 2003, ISBN 3-89773-114-2, pp. 87–92, Das längste Baudenkmal.